# Mark A. Ratner

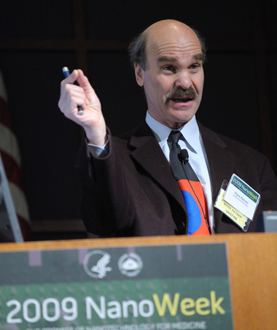
Mark A. Ratner 2009

Mark A. Ratner (* 8. Dezember 1942 in Cleveland, Ohio)  ist ein US-amerikanischer Physikochemiker und Professor an der Northwestern University.

## Leben und Wirken
Ratner erhielt 1964 seinen Bachelor-Abschluss an der Harvard University und wurde 1969 an der Northwestern University promoviert. Als Post-Doktorand war er 1969/70 in Aarhus und an der TU München. 1970 wurde er Assistant Professor und später Associate Professor an der New York University und ab 1975 an der Northwestern University, an der er ab 1980 eine volle Professur hatte. 1988 bis 1991 war er Fakultätsvorsitzender.
Er ist theoretischer Chemiker, der insbesondere Ladungstransport in molekularen Strukturen untersucht mit Anwendungen in molekularer Elektronik. 1974 schlug er mit Ari Aviram den ersten molekularen Gleichrichter vor. Er befasst sich auch mit Quantendynamik, Selbstassemblierung, nichtlinearer Optik von Molekülen und mit Mechanismen der Energiespeicherung im Nanobereich (Photovoltaik, Batterien).
Er war Gastwissenschaftler in Dänemark (u. a. Gastprofessor in Odense), den Niederlanden und in Israel, wo er Fellow des Jerusalem Advanced Study Institute war.
1973 wurde er Sloan Research Fellow. Ratner ist Fellow der American Physical Society, der American Association for the Advancement of Science, der National Academy of Sciences, der American Academy of Arts and Sciences, der International Academy of Quantum Molecular Sciences, der New York Academy of Sciences und der Königlich Dänischen Akademie der Wissenschaften. Er erhielt 2001 den Feynman Prize in Nanotechnology in der Kategorie Theorie, 2012 die Willard Gibbs Medal und 2004 den Irving Langmuir Award. Für 2016 wurde ihm der Peter Debye Award zugesprochen.
Er ist seit 1969 verheiratet.

## Schriften
- mit A. Nitzan: Electron transport in molecular wire junctions. In: Science. Band 300,  2003, S. 1384–1389
- mit C. Joachim: Molecular electronics: Some views on transport and beyond. In: Proceedings of the National Academy of Sciences. Band 102,  2005, S. 8800
- mit G. R. Hutchison, T. J. Marks: Intermolecular charge transfer between heterocyclic oligomers. Effects of heteroatom and molecular packing on hopping transport in organic semiconductors. In: Journal of the American Chemical Society. Band 127, 2005, S. 16866–16881
- mit G. C. Solomon, C. Herrmann, T. Hansen, V. Mujica: Exploring local currents in molecular junctions. In: Nature Chemistry. Band 2,  2010, S. 223–228.
- mit George C. Schatz: Quantum Mechanics in Chemistry. Prentice-Hall 1993, Dover 2002
- mit George C. Schatz: Introduction to Quantum Mechanics in Chemistry. Prentice-Hall 2000
- Herausgeber mit Joshua Jortner: Molecular Electronics. Blackwell Science 1997
- Herausgeber mit Ari Aviram, Vladimiro Mujica: Molecular Electronics II. New York Academy of Sciences 2002
- Herausgeber mit Ari Aviram: Molecular Electronics. Science and Technology. New York Academy of Sciences 1998
- mit Daniel Ratner: Nanotechnology and homeland security. New weapons for new wars. Prentice Hall/PTR 2004
- mit Daniel Ratner: Nanotechnology. A gentle introduction to the next big idea. Prentice-Hall 2003